# Острова Черногории
Ниже приведён список островов Черногории.

## Острова вАдриатическом море

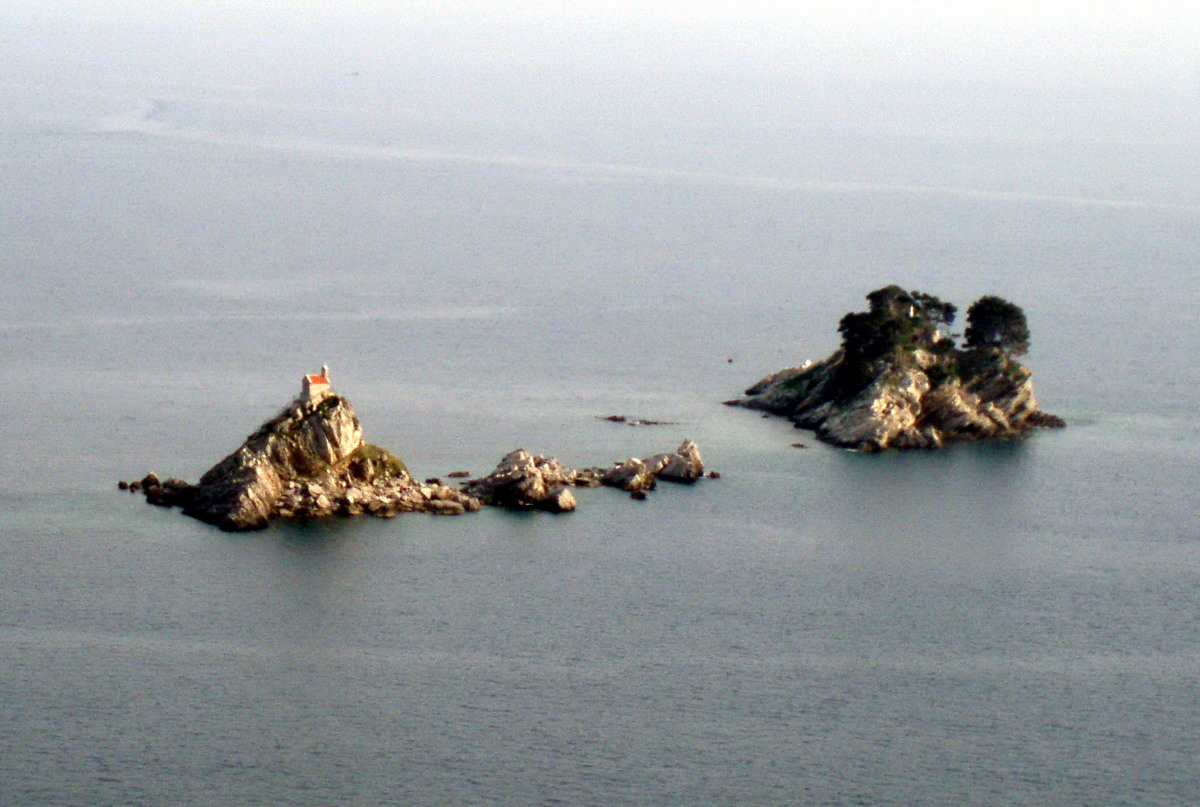
Острова Катич и Света Неделя.

- Свети-Стефан
- Свети Никола
- Света Неделя
- Катич
- Ада Бояна
- Старый Ульцинь

### Острова вКоторском заливе
- Мамула
- Превлака
- Свети Марко
- Госпа од Милости
- Госпа од Шкрпела
- Свети Джордже

## Острова вСкадарском озере
- Враньина
- Одринска
- Грможур
- Лесендро
- Старчево
- Бешка
- Морачник
- Топхала
- Горица-Гят
- Градац